# Малама Яків Дмитрович
Яків Дмитрович Малама (нар. 4 (16) листопада 1841 — пом. 24 грудня 1912 (6 січня 1913)) — генерал від кавалерії, наказний отаман Кубанського козацького війська, командувач військами Кавказького військового округу.

## Біографія
Походив з родини дворян Полтавської губернії. Закінчивши Полтавський кадетський корпус (1861) та Костянтинівське військове училище розпочав військову службу корнетом Лубенського гусарського полку. Згодом пройшов навчання в Академії Генштабу та був відряджений на Кавказ.
Під час російсько-турецької війни перебував на посаді начштабу новосформованої козацької зведеної дивізії, а невдовзі був призначений начальником авангарду Кавказької армії. Наприкінці війни став начальником штабу Ериванського загону, як його комісар брав участь у встановленні нового кордону з Туреччиною.
1881 по 1885 р. керував 6-м драгунським Нижньогородським полком, потім 1 бригадою Кавказької кавалерійської дивізії. З 1885 по 1888 р. начальник військового штабу Кубанського війська, згодом наказний отаман Кубанського козацтва. Нетривалий час, до 21 лют. 1892 р. — очолював штаб Київського округу.
До 26 жовтня 1904 р. — начальник Кубанської області і наказний отаман Кубанського козацького війська. Під час перебування на посаді доручив опальному члену-кореспонденту РАН Федору Щербині опрацювати 200 000 справ (кожна більше 200 аркушів) архіву у Кубанському військовому штабі, написати «Історію Кубанського вйська», починаючи з Запоріжжя. В цій роботі брав участь Петлюра Симон.
Помічник керівника громадянської частини на Кавказі та командувач військами Кавказького військового округу до 24 березня 1905. Помічник по військовій частині намісника Його Величності на Кавказі до 30 грудня 1906 року. З 1906-го член Військової Ради.